# HD 102776
HD 102776 är en misstänkt dubbelstjärna belägen i den södra delen av stjärnbilden Kentauren som också har Bayer-beteckningen j Centauri. Den har en  skenbar magnitud av ca 4,30 och är svagt synlig för blotta ögat där ljusföroreningar ej förekommer. Baserat på parallax enligt Gaia Data Release 2 på ca 5,4 mas, beräknas den befinna sig på ett avstånd på ca 600 ljusår (ca 180 parsek) från solen. Den rör sig bort från solen med en heliocentrisk radialhastighet på ca 29 km/s. Stjärnan ingår i undergruppen Lower Centaurus Crux i Sco OB2-föreningen.

## Egenskaper
Primärstjärnan HD 102776 A är en blå till vit stjärna i huvudserien av spektralklass B3 V, som har snabb rotation med en projicerad rotationshastighet av 200 – 270 km/s, vilket ger den en ekvatorialradie som är 11 procent större än polarradien. Den har en massa som är ca 6 solmassor, en radie som är ca 5 solradier och har ca 1 340 gånger solens utstrålning av energi från dess fotosfär vid en effektiv temperatur av ca 20 000 K.
HD 102776 är ett misstänkt astrometrisk dubbelstjärna med en förhållandevis stor egenrörelse av 31,1 km/s och kan antas vara en flyktstjärna som kastats ut från dess förening, troligen vid en supernovaexplosion. Den är en Be-stjärna som har emissionskaraktär hos dess Balmerlinjer på grund av en omgivande skiva av avgivna gaser. Den klassificeras som en misstänkt Gamma Cassiopeiae-variabel med en visuell magnitud som varierar från +4,30 till +4,39.